# Дева Мария на българите
Параклисът „Дева Мария на българите“ или „Богородица на българите“ (на италиански: Chiesa di Santa Maria dei Bulgari) е университетски параклис в центъра на кампуса на Болонския университет - първия в света.
Носи името си по най-известния гласатор на Ирнерий - Пиеро Булгаро. Издигнат е през 1158 г.
Този параклис е емблематичен и символичен семантично за въвеждането на духа на академизма през средновековието в Европа и за последвалия Ренесанс в лицето на схоластиката. Булгаро е оставил доста големи следи от дейността си, името му носят няколко сгради в университетския квартал и централен площад на име „Корте дей Булгари“, което ще рече „Площад на българите“.
Част е от библиотеката на Болонския университет и точно над него е разположена известната зала по анатомия на знанието в която са изобразени над тялото Христово фигурите от ляво надясно на Йосиф от Ариматея, Мария Саломе, Дева Мария, Йоан Богослов, Мария Клеопова и Мария Магдалина. След завладяването на Болоня през 1798 г. Наполеон Бонапарт нарежда демонтаж на цялата Божествена композиция и пренасянето ѝ в Лувъра. След края на Наполеоновите войни всичко е реставрирано.
Параклисът е сринат от англо-американската стратегическа авиация на 29 януари 1944 г., като са унищожени безценни фрески от XVI век. След края на ВСВ е направена възстановка.